# Cabinda
 Ikke at forveksle med Kabinda.
Cabinda (congolesisk Tsiowa) er en by i Angola med ca. 739.182 (2020) indbyggere. 
Cabinda er hovedby i provinsen Cabinda, der er en angolesisk eksklave beliggende nord for Congofloden mellem DR Congo og Republikken Congo.